# Довгоносик конюшиновий стебловий
Конюшиновий стебловий довгоносик (Apion seniculus Kirby) — жук з родини Брентиди. Личинки  розвиваються переважно у стеблах конюшини й люцерни . Шкодить, особливо в Поліссі і Лісостепу.

## Зовнішній вигляд
Жук має 2–3,5 мм завдовжки, тіло грушоподібне, чорне, з олов'яним блиском; верх вкритий світлими сірими волосками.
Основні ознаки:
- головотрубка циліндрична, однакової товщини по всій довжині;
- членики джгутика вусиків до його вершини стають коротшими й дещо ширшими, 2-й членик помітно віжчий від 1-го;
- щиток короткий, не довший від своєї ширини, без бугорців при основі;
- передньоспинка не кульоподібна, звужена до переду, її довжина й ширина майже однакові;
- надкрила еліптичні, найбільша їх ширина біля середини тіла;
- перша борозенка на надкрилах трохи не доходить до їх основи.

## Поширення
Вид поширений по всій Палеарктиці від Португалії до Східного Сибіру й Китаю. В Україні не реєструвався лише в Херсонській, Житомирській, Кіровоградській та Чернігівській областях.

## Спосіб життя
Зимують на стадії імаго серед густої трави, чагарнику, на узліссях, у пониженнях рельєфу. Активними жуки стають у квітні — на початку травня. Вони вигризають «віконечка» у молодих листках рослин. По мірі зростання стебел, переходять харчуватися на їх поверхневі тканини. Звичайні кормові рослини жуків — різні види конюшини та люцерни,
інколи на буркуні і вовчузі.
Приблизно в середині травня самиці відкладають яйця в основне стебло і його бічні відгалуження, інколи — у прилистки, черешки й найбільші листкові жилки. Личинки харчуються стебловими тканинами, вигризаючи у них ходи довжиною 2-3 см. Відкладання яєць триває до початку серпня.
Розвиток личинок завершується протягом 20–25 днів. Готуючись до  заляльковування, личинка вигризає хід до поверхні стебла. Внаслідок цього вихідний отвір закритий ззовні лише тонкою рослинною шкірочкою. Лялечки з'являються у другій половині червня. На чисельність виду впливають його паразити.

## Значення у природі та житті людини
Подібно до інших біологічних видів, довгоносик чорний є невід'ємною ланкою природних екосистем — споживаючи рослинні тканини і стаючи здобиччю тварин — хижаків та паразитів. Однак на сільськогосподарських угіддях вони, часом, завдають чималої шкоди, особливо, на конюшині третього року життя. Шкодочинність виду посилює його тривалий період відкладання яєць. Внаслідок цього личинки пошкоджуються рослину від її кореня до суцвіть. Пошкоджені рослини погано перезимовують і не відростають. Аби зменшити втрати, варто косити фураж ні бобові на сіно не пізніше їх масової бутонізації. Якщо чисельність і щільність осягає значних величин, проти шкідників застосовують інсектициди.